# 1896 en Russie
Chronologie de la Russie
- 1892
- 1893
- 1894
- 1895
- 1896
- 1897
- 1898
- 1899
- 1900

Cet article présente les faits marquants de l'année 1896 en Russie.

## Décès

### Octobre
- 27 octobre : Alexeï Bogolioubov - peintre de marines russe (° 28 mars 1824).

### Date inconnue
- Mikhail Touchmalov - compositeur russe d'origine géorgienne (° 1861).